# Brvenica (kommun)
Brvenica (makedonska: Брвеница, albanska: Komuna e Bërvenicës) är en kommun i Nordmakedonien. Den ligger i den västra delen av landet. Antalet invånare är 13 645 (år 2021).
Följande samhällen finns i kommunen Brvenica:
- Brvenica
- Čelopek
- Miletino
- Gurgurnica
- Blace
- Stenče
- Volkovija